# ATP-toernooi van Mallorca (Mallorca Championships)
Het ATP-toernooi van Mallorca is een tennistoernooi voor mannen dat voor het eerst in 2021 op de ATP-kalender staat. Het toernooi wordt gespeeld op grasbanen in Santa Ponça (Mallorca), Spanje. Het toernooi zou voor het eerst in 2020 plaatsvinden, maar door de coronapandemie werd het met een jaar uitgesteld. Het toernooi staat los van het ATP-toernooi van Valencia, dat enkele jaren eveneens in Mallorca werd georganiseerd, alvorens het werd verplaatst naar Valencia.
Het ATP-toernooi van Santa Ponça (Mallorca) had van 2021-2024 een tijdelijke ATP-licentie gekregen, die was gecreëerd vanwege de coronapandemie. Vanaf 2025 was de toekomst van het toernooi onzeker, totdat het Amerikaanse sportagentschap Octagon, de licentiehouder van het ATP-toernooi van Córdoba, vanaf 2025 de ATP-licentie is gaan verhuren aan het toernooi van Santa Ponça (Mallorca). Het ATP-toernooi van Córdoba kwam hiermee tot een einde.

## Finales

### Enkelspel
| Jaar | Winnaar             | Finalist              | Score            |
| ---- | ------------------- | --------------------- | ---------------- |
| 2021 | Daniil Medvedev     | Sam Querrey           | 6-4, 6-2         |
| 2022 | Stéfanos Tsitsipás  | Roberto Bautista Agut | 6-4, 3-6, 7-6(2) |
| 2023 | Christopher Eubanks | Adrian Mannarino      | 6-1, 6-4         |
| 2024 | Alejandro Tabilo    | Sebastian Ofner       | 6-3, 6-4         |
| 2025 | Tallon Griekspoor   | Corentin Moutet       | 7-5, 7-6(3)      |

### Dubbelspel
| Jaar | Winnaars                          | Finalisten                          | Score                  |
| ---- | --------------------------------- | ----------------------------------- | ---------------------- |
| 2021 | Simone Bolelli Máximo González    | Novak Djokovic Carlos Gómez-Herrera | Walk-over              |
| 2022 | Rafael Matos David Vega Hernández | Ariel Behar Gonzalo Escobar         | 7-6(5), 6-7(6), [10-1] |
| 2023 | Yuki Bhambri Lloyd Harris         | Robin Haase Philipp Oswald          | 6-3, 6-4               |
| 2024 | Julian Cash Robert Galloway       | Diego Hidalgo Alejandro Tabilo      | 6-4, 6-4               |

2021 · 2022 · 2023 · 2024 · 2025
 Santiago (1993-2000) →  Viña del Mar (2001-2009) →  Santiago (2010-2011) →  Viña del Mar (2012-2014) →  Quito (2015-2018) →  Córdoba (2019-2024) →  Santa Ponça (Mallorca) (2025-heden)
ITF-toernooien (mannen en vrouwen)

ATP-toernooien (mannen) – ATP-seizoen 2025

WTA-toernooien (vrouwen) – WTA-seizoen 2025

Voormalige toernooien mannen
Voormalige toernooien vrouwen
Voormalige amateurtoernooien